# Marché des Prouvaires
Le  marché des Prouvaires, également nommé halle à la Viande, est un ancien marché de Paris, situé dans l'ancien 3e arrondissement (actuel 1er arrondissement).

## Situation
Le marché des Prouvaires, situé dans l'ancien 3e arrondissement, quartier Saint-Eustache, était circonscrit par les rues des Prouvaires, des Deux-Écus et du Four.

## Origine du nom

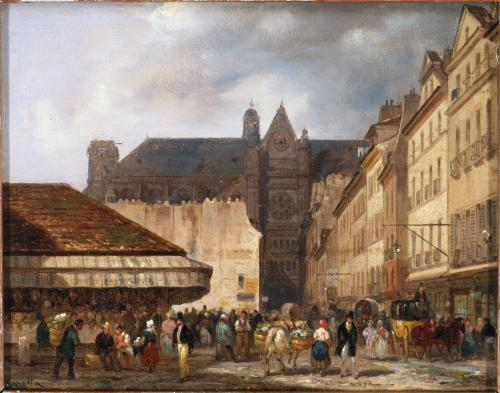
Rue des Prouvaires et marché des Prouvaires en 1828

Ce marché est nommé « prouvaire » signifiant prêtre en moyen français, parce que les prêtres de Saint-Eustache ont habité la rue des Prouvaires, située à proximité, dès le XIIIe siècle,,.

## Historique
« Au palais de Rambouillet, le 19 mai 1811. Napoléon, etc.
Article 1er. Le projet de l'emplacement destiné à la grande halle de Paris est approuvé pour être exécuté conformément au plan ci-joint. »
Article 2. L'ilot des maisons situées entre les rues du Four et des Prouvaires, faisant partie du projet ci-dessus approuvé, et comprenant les maisons rue des Prouvaires, depuis le no 21 jusqu'au no 43 ; rue des Deux-Écus depuis le no 2 jusqu'au no 10, et rue du Four, depuis le no 20 jusqu'au no 44, sera acquis dans la présente année par la ville de Paris. »
Le marché des Prouvaires, également nommé halle à la Viande, a été formé en vertu d'une ordonnance royale du 27 novembre 1816. Son inauguration a eu lieu en avril 1818, conformément à une ordonnance de police du 2 du même mois. Cette nouvelle halle en remplaçait une ancienne située entre les rues de la Cordonnerie, de la Tonnellerie et de la Fromagerie qui était devenue la halle aux fruits et aux légumes.
Long de 112 mètres et large de 53 mètres, le marché des Prouvaires comportait 24 hangars en bois et était divisé en 2 parties :
- le parc aux voitures et la triperie situé sur le côté de l'église Saint-Eustache[5] ;
- la halle à la viande située sur le côté de la rue des Deux-Écus.

Il était le premier élément du projet de rénovation des Halles centrales décidé par Napoléon en 1811 qui devait s'étendre de la halle aux blés au Marché des Innocents. Ce projet n'a pas été poursuivi au cours de la période suivante et n'a été repris qu'à partir de 1851 avec la construction des pavillons Baltard.
Durant les Trois Glorieuses, le marché fut le théâtre d'affrontements entre les insurgés et la troupe.
Ce marché disparut vers 1860 lors de la construction des Halles centrales.